# Ken Rings videografi
Det här är en lista över Ken Rings videografi.

## Musikvideor
| År   | Titel                      | Album                  | Regissör                                | Gästartisterer                                                                     | Cameos                                                                             |
| ---- | -------------------------- | ---------------------- | --------------------------------------- | ---------------------------------------------------------------------------------- | ---------------------------------------------------------------------------------- |
| 1999 | Mamma                      | Vägen Tillbaka         |                                         | Uno Svenningsson                                                                   |                                                                                    |
| 1999 | Eld Och Djupa Vatten       | Vägen Tillbaka         |                                         |                                                                                    |                                                                                    |
| 2000 | Grabbarna Från Förorten    | Mitt Hem Blir Ditt Hem |                                         | Fre                                                                                |                                                                                    |
| 2000 | Vill Inte Veta             | Mitt Hem Blir Ditt Hem |                                         | Masayah                                                                            |                                                                                    |
| 2002 | Sthlm Vs. Uppsala          |                        | Viktor Axberg                           | Rastegar                                                                           |                                                                                    |
| 2003 | Rättvisan                  | Det Bortglömda         | Emil Jonsvik                            |                                                                                    |                                                                                    |
| 2004 | BB-Berättelsen             | 2 Legender Utan Penger | Emil Jonsvik                            |                                                                                    | Big Fred, Joel, Madcon, Sean Price, Kaddonegern, Tommy Tee                         |
| 2004 | Måste Seja Hei             | 2 Legender Utan Penger | Emil Jonsvik                            |                                                                                    | Davo, Redrama                                                                      |
| 2006 | Cutta Dom                  | Äntligen Hemma         | Emil Jonsvik                            |                                                                                    |                                                                                    |
| 2007 | Ta Det Lugnt               | Äntligen Hemma         | Emil Jonsvik                            | Kaliffa                                                                            |                                                                                    |
| 2007 | 2000-Talet                 | Äntligen Hemma         | Gustav Kask                             |                                                                                    | Sam-E                                                                              |
| 2007 | Kelian                     | Äntligen Hemma         | Brock & Anthony "Hookboy" Skaff         | Rebecca                                                                            |                                                                                    |
| 2007 | Ta Det Lugnt (Kändisremix) | Äntligen Hemma         | Emil Jonsvik                            | Petter, Big Danne (från Snook), Timbuktu, Mange Schmidt, Thomas Rusiak & Markoolio |                                                                                    |
| 2007 | Ta Det Lugnt (Oslo Remix)  | Äntligen Hemma         | Emil Jonsvik                            | Madcon, The Loudmouf Choir, Fali & A-Lee                                           |                                                                                    |
| 2008 | Låter För Barnen           | Äntligen Hemma         | Gustav Kask                             |                                                                                    |                                                                                    |
| 2008 | Sthlm City                 | Äntligen Hemma         | Adam Gisselman                          | Loudmouf Choir                                                                     |                                                                                    |
| 2009 | Välkommen Till En Ring     | Hip Hop                |                                         |                                                                                    |                                                                                    |
| 2009 | Hip Hop                    | Hip Hop                | Maceo Frost                             |                                                                                    | Joel, Rodde, Ison från Ison & Fille, Sam-E och Alibi från Medina, Tommy Tee, m,fl. |
| 2009 | Nu Måste Vi Dra            | Hip Hop                | Anthony "Hookboy" Skaff www.hookboy.com | Ricky                                                                              | Joel, Biram, Legend, King Fari Band                                                |
| 2009 | Min Musik                  | Hip Hop                | Krišs Abens                             |                                                                                    | Pato Pooh, DJ 2Much, Joel, Finess                                                  |
| 2009 | Änglabarn                  | Hip Hop                | Natanel Goldman                         |                                                                                    |                                                                                    |

### Gästframträdanden
| År   | Titel                          | Artist                                                              | Album                      | Regissör                 | Andra gästartister                                       |
| ---- | ------------------------------ | ------------------------------------------------------------------- | -------------------------- | ------------------------ | -------------------------------------------------------- |
| 1998 | Vinden Har Vänt                | Petter                                                              | Mitt Sjätte Sinne          |                          | Big Fred, Thomas Rusiak, Eye N' I                        |
| 1999 | Hip Hop Bönder                 | Ayo                                                                 | Time To Move On 12"        | Michel "Pussycat" Miglis | Cham, Petter, Tito, Big Fred, C.R.I.B.E., RigoRod & Joel |
| 1999 | Andra Sidan (Bortom Dimhöljet) | Blues                                                               | Samhällstjänst             |                          | Big Fred, Houman, Petter                                 |
| 2002 | Big City Life                  | ADL, Méndez & Big Fred                                              |                            |                          | Houman, Rob & Raz                                        |
| 2002 | Slangsnack                     | Sam-E                                                               | Om Ni Ba Wusste            |                          | Paragon, Ison, Fjärde Världen                            |
| 2002 | Fanya Mambo                    | K-Shaka                                                             | Mellanspelet               |                          |                                                          |
| 2003 | Fuck You                       | Madcon                                                              | InblicKEN                  |                          | Tommy Tee, Paperboys                                     |
| 2004 | Streetz                        | Respect                                                             | Kennelklubben              | Emil Jonsvik             |                                                          |
| 2008 | Gömma Mig                      | Mange Schmidt                                                       | Känslan Kommer Tillbaks    | Senay & Kolacz           | Thomas Rusiak                                            |
| 2008 | Ahbow Remix #1                 | Pato Pooh, Ken Ring, MC Tim, Sam-E, Stor, M.Sakarias Dj 2Much m.fl. | The I Work Hard Chronicles | Krišs Abens              |                                                          |
| 2008 | Goda Dagars Magi               | Petter                                                              | Goddamnit                  | Boomerangfilm AB 2008    |                                                          |
| 2008 | Drabant                        | Jesse Jones                                                         | 3 The Hard Way - Oslo EP   | Nima Taheri              | Saigon                                                   |
| 2009 | Slæng Skaillan                 | Gode Ord Dør Sist, Ken Ring & Son Of Light                          | Gode Ord Dør Sist          |                          |                                                          |
| 2009 | On My Way                      | Pato Pooh, Lazee & Ricky                                            | The I Work Hard Chronicles | Krišs Abens              |                                                          |
| 2009 | Warrior                        | Pato Pooh                                                           | The I Work Hard Chronicles | Krišs Abens              | DJ 2Much, Stor                                           |
| 2009 | Opptur                         | Emire & Lillebror, Ken Ring, Jesse Jones & Stian Ehi                | Gatekunst 3                |                          | Tommy Tee                                                |